# آزادراه اصفهان–شیراز
آزادراه اصفهان–شیراز یا آزادراه شاهچراغ یک آزادراه در ایران است که در استان فارس از شهر ایزدخواست شروع و در کلانشهر  شیراز به پایان می‌رسد. این آزادراه با طول ۲۱۲ کیلومتر بزرگ‌ترین آزادراه کشور است که بیش از ۱۴۰ کیلومتر و معادل حدود دو ساعت از مسیر سفر میان اصفهان تا شیراز را می‌کاهد.
عملیات اجرایی احداث این آزادراه از سال ۱۳۸۹ آغاز شد. قطعات ۱ تا ۶ این آزادراه در ۲۰ مهر سال ۱۴۰۲ توسط سید ابراهیم رئیسی رئیس‌جمهور وقت، به‌طور کامل افتتاح شد. قطعه هفتم آن به طول ۱۵ کیلومتر، که این آزادراه را به ورودی شیراز (بزرگراه شیراز–یاسوج) متصل کند، در حال ساخت است. با بهره‌برداری از قطعه هفتم این آزادراه که اتصال به شهر شیراز را برقرار می‌کند، طول کامل این آزادراه به ۲۲۵ کیلومتر خواهد رسید.
قطعه هشتم این آزادراه، به آزادراه کنارگذر غربی شیراز (بزرگراه حسینی الهاشمی) وصل خواهد شد که این قطعه در واقع قطعه نخست آزادراه شیراز–بوشهر است.

## مسیر
| در دست احداث             |                                                                                      |
|                          | جاده ۶۵ · شمال بطرف شهرضا-اصفهان-تهران · جنوب بطرف ایزدخواست-آباده-تخت جمشید-شیراز   |
| ایستگاه عوارضی ایزدخواست |                                                                                      |
| ایستگاه خدمات            |                                                                                      |
|                          | جاده آباده-سمیرم شرق بطرف آباده-ابرکوه-شیراز غرب بطرف سمیرم-شهرضا-اصفهان-تهران       |
|                          | جاده خسروشیرین شرق بطرف آباده غرب بطرف خسروشیرین-سده                                 |
|                          | بزرگراه یاسوج-اقلید شرق بطرف سده -اقلید-ابرکوه-تخت جمشید-شیراز غرب بطرف یاسوج-سی سخت |
|                          | کامفیروز                                                                             |
|                          | بانش بطرف بیضا-تنگ خیاره                                                             |
| ایستگاه عوارضی بیضا      |                                                                                      |
|                          | جاده بیضا-شیراز شرق بطرف شیراز-یاسوج غرب بطرف تنگ خیاره-لپوئی-مرودشت-تخت جمشید       |
| در دست احداث             |                                                                                      |
| از جنوب به شمال          |                                                                                      |